# Ернст Хладні
Ернст Флоренс Фрідріх Хладні (нім. Ernst Florens Friedrich Chladni; 30 листопада 1756, Віттенберг — 3 квітня 1827, Бреслау) — німецький фізик та дослідник метеоритів, основоположник експериментальної акустики, музикант, іноземний член-кореспондент Петербурзької АН (1794). Його роботи присвячені дослідженню вібруючих пластин та струн, обчисленню швидкості звуку для різних газів та розробці теорії походження метеоритів. За зроблений ним вклад у відповідні галузі наук його іноді називають «батьком акустики». або «батьком метеоритики».

## Біографія

### Походження

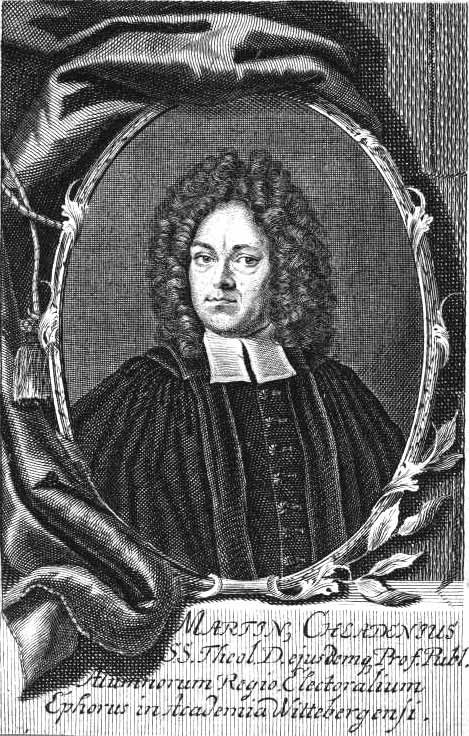
Мартін Хладні, дід Ернста Хладні

Хоч Е. Хладні і народився у Віттенберзі (з 1938 Лютерштадт-Віттенберг, нім. Lutherstadt Wittenberg), але корені його сім'ї беруть початок у невеликому шахтарському місті Кремниця у центрі Словаччини (тоді — частина Королівства Угорщина). Хладні за походженням був із родини вчених у декількох поколіннях.
Прадід Ернста — Георг Хладні (1637—1692) був лютеранським священиком, який у 1673 році, під час Реформації переїхав з Кремниці до Віттенберга. Дід Мартін Хладні (1669—1725) також був лютеранським богословом, у 1710 році став професором богослов'я у Віттенберзькому університеті (Лейкорея) і у 1720—1721 роках був деканом факультету теології а потім ректором університету. Дядько Юстус Хладні (1701—1765) був професором права у тому ж університеті. Інший дядько, Йохан Хладні (1710—1759), був богословом, істориком і професором в університеті Ерлангена та Лейпцизькому університеті.
Батько Ернст Мартін Хладні (1715—1782) був професором права і ректором Віттенберзького університету та не дуже схвалював інтересу свого сина до природничих наук і наполягав, щоб той став адвокатом. Його мати — Йоганна Софія (нім. Johanna Sophia) з родини Клемент, у якої він був єдиною дитиною (сестра померла у п'ятимісячному віці, ще до його народження). Мати Е.Хладні померла, коли йому не було ще п'яти років.

### Освіта
Ернст ріс під строгим контролем батька, а потім, з 14 до 17 років, під час навчання у місцевій школі у місті Грімма під не менш строгим наглядом її педантичного директора Мюкка. В автобіографії, написаній у зрілому віці, Хладні з вдячністю відгукнувся про них обох. Зазначав, що вони сприяли зміцненню в ньому таких рис характеру, як працьовитість, любов до порядку, цілеспрямованість та невибагливість у побуті. З особливою теплотою Хладні згадував свою мачуху Йоганну-Шарлотту, яка замінила йому матір і турботи про яку ще декілька років після смерті батька, до самої її кончини (1801), утримували його від далеких поїздок.
Лише у 19 років почав вчитися грі на роялі. Захопившись музикою, зацікавився книгами з теорії музики і звуку взагалі.
Хладні вивчав юриспруденцію і філософію в університетах Віттенберга і Лейпцига, де він отримав ступені доктора філософії (1781) і доктора права (1782). Після смерті батька 1782, Хладні всерйоз почав займатися дослідженнями в області фізики.
Після ознайомлення з працями Й.Бернуллі і Л. Ейлера, Е. Хладні дізнався про низку невирішених проблем у галузі акустики, таких як визначення швидкості звуку в різних середовищах і тілах та встановлення залежності частоти звучання (висоти звуку) від густини середовища. Хладні занурився в безконечні експерименти. Вплив густини газового середовища на звук він вивчав з допомогою маленької олов'яної флейти, в яку вдмухувались різні гази. Дослідами з порівняння швидкостей звуку в повітряному стовпі труби органу і в металевому стрижні він вперше довів, що в останньому швидкість звуку не є нескінченною (як вважалося на той час), а лише у 16-17 разів перевищує швидкість звуку у повітрі.
Щоб задовольнити свою другу пристрасть — тягу до подорожей, Хладні відмовився від офіційної служби (а його чекала посада професора університету). Тому він ніколи не мав стабільного матеріального доходу і жив на скромні кошти, які отримував від виступів під час своїх незліченних поїздок. Він об'їздив всю Європу. У своїй автобіографії він писав, що йому слід було б стати моряком чи купцем, або ж лікарем. З великою щирістю він зізнавався, що у виборі його роду занять істотну роль зіграло марнославство, прагнення проявити свою особистість, які у певній мірі пригнічувались в юності.

### Життя у науці
Необмежена природна допитливість, працьовитість та цілеспрямованість направляли його увагу і сили у найменше вивчені наукою області явищ. І він домігся в цих областях значних успіхів. Разом з тим як заняття чистою наукою, так і нерегулярне читання лекцій в університетах (спочатку у Віттенберзі — з фізичної та математичної географії, з геометрії, потім протягом трьох років у Берліні — з акустики) давали незначні доходи, то Хладні перебував постійно у складному матеріальному становищі. Це послужило поштовхом до пошуку успіху в практичній діяльності, у сфері винахідництва і мистецтва, які користувались більшим попитом у суспільстві.
Натхненний дослідами якогось Мезоччі зі звучними гнучкими пластинками Хладні придумав принципово новий музичний інструмент і в 1789 р. створив свій еуфон (у перекладі з грецької — милозвучний), а на наступний рік вже міг продемонструвати гру на ньому. Цей інструмент являв собою набір невеликих прямих скляних трубочок, з'єднаних з кривими стрижнями. Звучання, яке викликалося вібрацією від поздовжнього тертя трубочок зволоженими пальцями, нагадувало звук гармоніки. Він посилювався резонатором, що розміщався спочатку за трубочками, а потім горизонтально під ними. Широкий відгук на цей винахід в німецьких газетах і музичному журналі, а потім і у відомому англійському «Філософському журналі» підказали Хладні ідею музичних виступів на публіці, які він доповнював лекціями з акустики і демонстрацією звукових фігур.
Конструкція еуфона була громіздкою і ненадійною. На зворотному шляху, у довгому плаванні (1799) Балтійським морем з Ревеля (Таллінн) під Фленсбург (тоді в Данії), Хладні не тільки придумав спосіб як удосконалити еуфон, але і розробив по суті новий інструмент, який отримав назву «клавіциліндр». Остаточно конструювання клавіциліндра було завершене до 1802. Інструмент мав розміри корпуса 80х50х18 см (довжина, ширина і товщина резонуючого футляра), де містився звуковий, тепер вже єдиний циліндр. Циліндр був з'єднаний з клавіатурою і ніжною педаллю, за допомогою якої і махового колеса циліндр, що змочувався водою час від часу приводився в обертання. Музика, що нагадувала звуки гармоніки, викликалася тертям об нього викривлених металевих стрижнів. Інструмент не вимагав налаштування, забезпечував можливість не лише ударного, але і протяжного звучання і був набагато милозвучнішим за еуфон. Конструктивні особливості Хладні тримав у секреті, так як, за його словами, цей інструмент був головним засобом його «виживання». Опис нового інструменту, як і всього комплексу своїх акустичних досліджень, Хладні виклав у вже згаданому великому творі «Акустика».
У 1803, під час перебування у Веймарі, Хладні знайомиться з Йоганном Гете та обговорює з ним проблеми акустики.
У Європі тим часом розгоралася війна нового претендента на світове панування — Наполеона I, що утрудняло поширення наукової інформації між країнами. Незважаючи ні на що, Хладні робить одну за одною свої великі поїздки, час від часу повертаючись до Віттенберга, до якого у 1806 вже наближалися воєнні дії. Разом з місцевою професурою йому довелося переховуватися в сусідньому містечку Кемберзі (нім. Kemberg).
У 1808 році Хладні прибуває до Парижа, де демонструє П. С. Лапласу і К. Л. Бертолле а згодом, і Наполеону, свій клавіціліндр та звукові фігури. Вражений імператор назвав Хладні людиною, яка зробила видимим звук. Хладні був задоволений двогодинною аудієнцією у Наполеона. У листопаді 1809 в Парижі виходить зроблений самим Хладні на прохання французьких фізиків переклад французькою «Акустики». У 1810—1812 рр. він продовжує поїздку з лекціями і виступами по Швейцарії (Цюрих і Женева), Італії (Турин, Мілан, Павія, Болонья, Флоренція, Венеція) і повертається через Падую, Верону, Мюнхен, Відень і Карлсбад. Побоюючись розбійників, Хладні подорожував в кареті, що мала подвійне дно, щоб убезпечити свої колекції.
Пізніше, у 1814, він робить мужній вчинок — рятує від пожежі (при обстрілі пруськими військами) важливі документи міста, що зберігалися у Віттенберзькій фортеці, в той час як значна частина його подорожніх записів були знищені у його власному будинку, що згорів. На щастя, вдалося вберегти від вогню музичні інструменти, унікальну метеоритну колекцію і портрети музикантів.

### Останні роки життя
Вважаючи акустичні заняття і особливо інструменти головним своїм досягненням, Хладні опублікував у Лейпцигу «Новий внесок в акустику» (нім. Neue Beiträge zur Akustik) (1817), «Вклад у практичну акустику і у вчення про будову інструментів» (нім. Beiträge zur praktischen Akustik und zur Lehre vom Instrumentbau) (1821), де детально описав нову конструкцію еуфона і клавіциліндр.
Свою останню подорож Хладні зробив в 1827 року з Кемберга до Бреслау (тоді в Королівстві Пруссії, яка входила у Німецький союз, нині Вроцлав у Польщі) через Берлін. З Бреслау він написав 28 березня, що має намір залишитися там до 14 квітня, а потім на кілька тижнів вирушити з лекціями у Франкфурт на Одері. Але, під час зупинки у будинку свого друга Г. Штеффенса, його тіло було знайдене вранці 3 квітня 1827 бездиханним.
Посмертно було видано його працю «Короткий огляд вчення про звук і тонах з додатком, розвитком і розташуванням відповідних співвідношень тонів» (1827) і друге незмінене видання його фундаментальної праці «Акустика» (1830). Хладні крім Петербурзької академії обрали своїм членом вчені товариства Геттінгена і Ерфурта, а також Берлінське товариство друзів-натуралістів.
Одну з найбагатших колекцій метеоритів, що налічувала 41 зразок, Хладні заповів Мінералогічному музею Берлінського університету, де вона і зберігається.

## Фігури Хладні

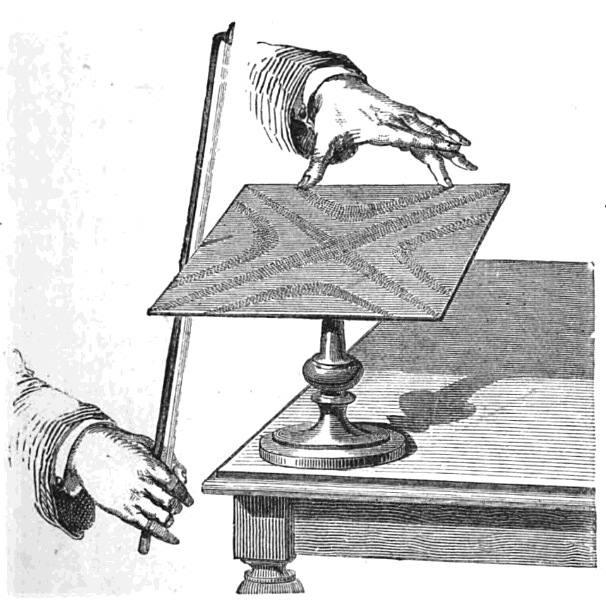
Метод отримання резонансу пластини з використанням смичка

Одне з найвідоміших досягнень Хладні полягає у проведенні досліджень коливань плоских поверхонь пластин або мембран. В умовах резонансу області вібрацій на поверхні пластин поділяються на зони, які коливаються у протифазі та обмежені лініями нульової вібрації (лініями вузлів стоячих хвиль). Хладні повторив експеримент англійського вченого Роберта Гука, який у 8 липня 1680 року в Оксфордському університеті, проводив дослідження, під час якого спостерігав візерунки ліній вузлів стоячих хвиль при вібрації скляних пластин, покритих борошном, від взаємодії смичка з їх краєм.
Свої спостереження про вплив коливань на зміну форми, Хладні описав і видав у 1787 книгою «Відкриття у теорії звуку» (нім. Entdeckungen über die Theorie des Klanges, репринтне видання книги вийшло у 1980 році). Вони показали розподіл стоячих хвиль, що виникають при вібрації пластинки, і стали у подальшому ефективним методом вивчення власних коливань діафрагм різних акустичних приладів.
Лекції та досліди Хладні викликали широкий і живий інтерес, вчені та аматори з захопленням повторювали його досліди.

## Музичні інструменти
У 1791 році Хладні винайшов музичний інструмент, який отримав назву еуфон Хладні, який складався із скляних стрижнів з різною частотою коливань. Еуфон Хладні — прямий предок сучасного музичного інструмента, відомого як скляна гармонія. Хладні також удосконалив музичний циліндр Гука і на його основі винайшов клавіциліндр.

## Наукові здобутки
Хладні першим провів експериментальні дослідження різних акустичних явищ, багато з яких отримали теоретичне пояснення значно пізніше. Відкрив існування поздовжніх коливань струн і стрижнів, вивчив форми коливань стрижнів, а також камертонів, дзвонів і пластинок, виявив крутильні коливання стрижнів.
Хладні відкрив закон (закон Хладні), що характеризує залежність між частотою коливань тіла з осьовою симетрією та числом вузлів стоячих хвиль на його поверхні за умови центрального його закріплення.
Керуючись працями П'єра Ґассенді щодо вимірювання швидкості звуку у повітрі, Хладні провів експеримент, в процесі якого йому вдалось досить точно визначити швидкості поширення звуку в різних газах, виміряв відношення швидкостей звуку в різних матеріалах до швидкості звуку у повітрі. Дав пояснення луни, встановив верхню межу слухового сприйняття звуку. В 1787 році описав фігури, що утворюються на посипаній піском поверхні пластинки в умовах її пружних коливань (фігури Хладні).
З 1792 зайнявся також дослідженнями метеоритів. У 1794 році в Ризі Хладні видав книгу «Про походження знайдених Палласом та інших подібних до неї залізних мас та про деякі пов'язані з цим явища природи» (нім. Uber den Ursprung der von Pallas gefundenen und anderer ihr ehnlicher Eisenmassen und uber einige damit in Verbindung stehende Naturerscheinungen), у якій він висловив припущення, що метеорити мають космічне походження і є фрагментами міжпланетної речовини. Хладні припускав, що вони, можливо є залишками первинного матеріалу, з якого утворились планети. В основних рисах описав явища, що відбуваються при вторгненні метеоритного тіла в атмосферу. Праця Е. Хладні була зустрінута вороже більшістю вчених того часу, оскільки багато хто вважав, метеорити є продуктами вулканічної активності. З цією книгою Е. Хладні також став одним із засновників сучасної астрономічної науки — метеоритики. У своїх працях задокументував понад 180 випадків падіння та знахідок метеоритів. У відгук на настійні прохання своїх друзів астрономів та фізиків, він підбив підсумок своїм ідеям у великому творі «Про вогняні метеори і маси, що падають з ними» (нім. Über Feuer-Meteore und über die mit denselben herabgefallenen Massen).
Е. Хладні є автором 120 наукових публікацій; 60 з них стосуються акустики, а 46 метеоритів.

## Основні публікації Е. Хладні
- Chladni E. Die Akustik [Архівовано 11 січня 2016 у Wayback Machine.]. Leipzig 1802, französische Übersetzung: Traite d’ acoustique, Paris 1809 und in: Neue Beiträge zur Akustik, Leipzig 1817
- Chladni E. Entdeckungen über die Theorie des Klanges 1787.
- Chladni E. Uber den Ursprung der von Pallas gefundenen und anderer ihr ehnlicher Eisenmassen und uber einige damit in Verbindung stehende Naturerscheinungen. Riga; Leipzig, 1794.
- Chladni E. Über Feuer-Meteore und über die mit denselben herabgefallenen Massen. Wien, 1819.
- Chladni E. Beiträge zur praktischen Akustik und zur Lehre vom Instrumentbau. Leipzig 1821

## Вшанування пам'яті
На честь Е. Хладні названо:
- астероїд 5053 Хладні головного поясу, відкритий 22 березня 1985 року;
- кратер Хладні на Місяці;
- мінерал метеоритного походження хладніт з групи фосфатів.